# Carbohydrate Research
Carbohydrate Research, скорочено Carbohydr. Res. — рецензований науковий журнал, який висвітлює дослідження з хімії вуглеводів . Його видає Elsevier, засновано в 1965 році. Головний редактор — М. Кармен Галан (Брістольський університет). Відповідно до Journal Citation Reports, імпакт-фактор журналу на 2022 рік становить 2,975.